# Collège américain de Louvain

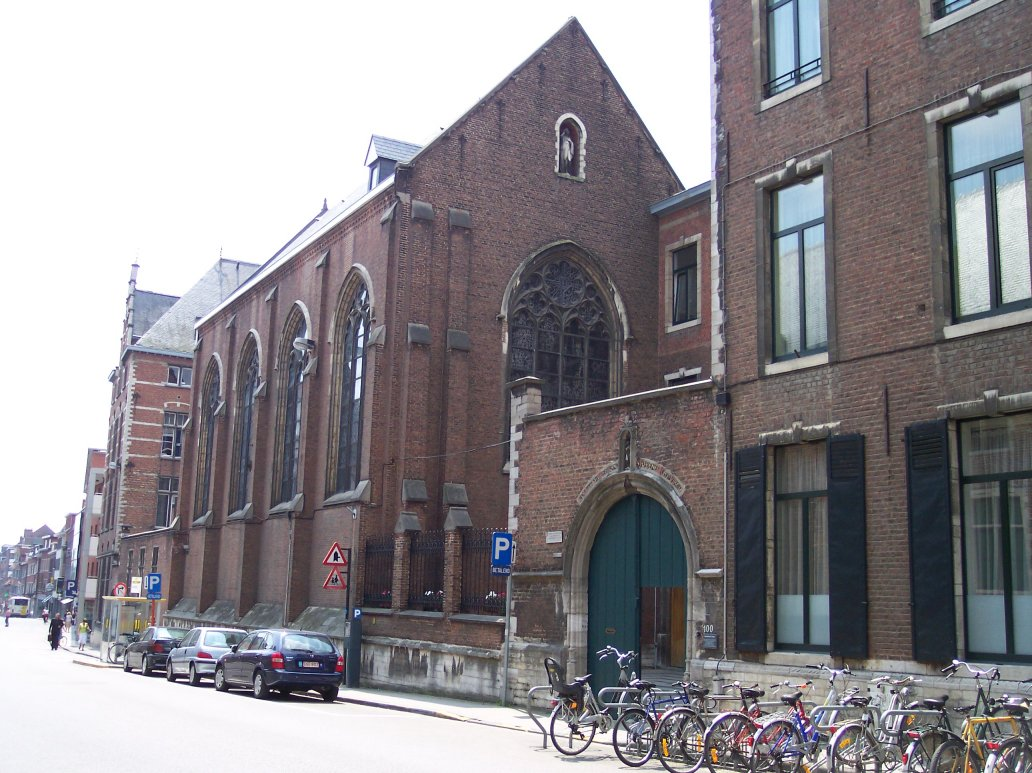
Le collège américain, en front de la 'Naamsestraat', à Louvain

Le Collège américain de Louvain est une résidence universitaire pour séminaristes et prêtres des États-Unis. Il se trouve rue de Namur, à Louvain en Belgique. Fondé en 1857 pour former prêtres et séminaristes belges se portant volontaires pour un travail missionnaire aux États-Unis, il devint au fil des temps une résidence pour séminaristes américains étudiant à l'Université catholique de Louvain. Le séminaire fut fermé en 2011 : le collège continue comme résidence universitaire. Au XIXe siècle il forma des centaines de missionnaires belges partis aux États-Unis dont plusieurs devinrent évêques.

## Histoire
Le Collège américain à Louvain fut établi en 1857 comme un séminaire de mission, pour former les futurs prêtres, à la demande de Francis Patrick Kenrick (1796–1863), archevêque de Baltimore. Il a formé un millier de prêtres.

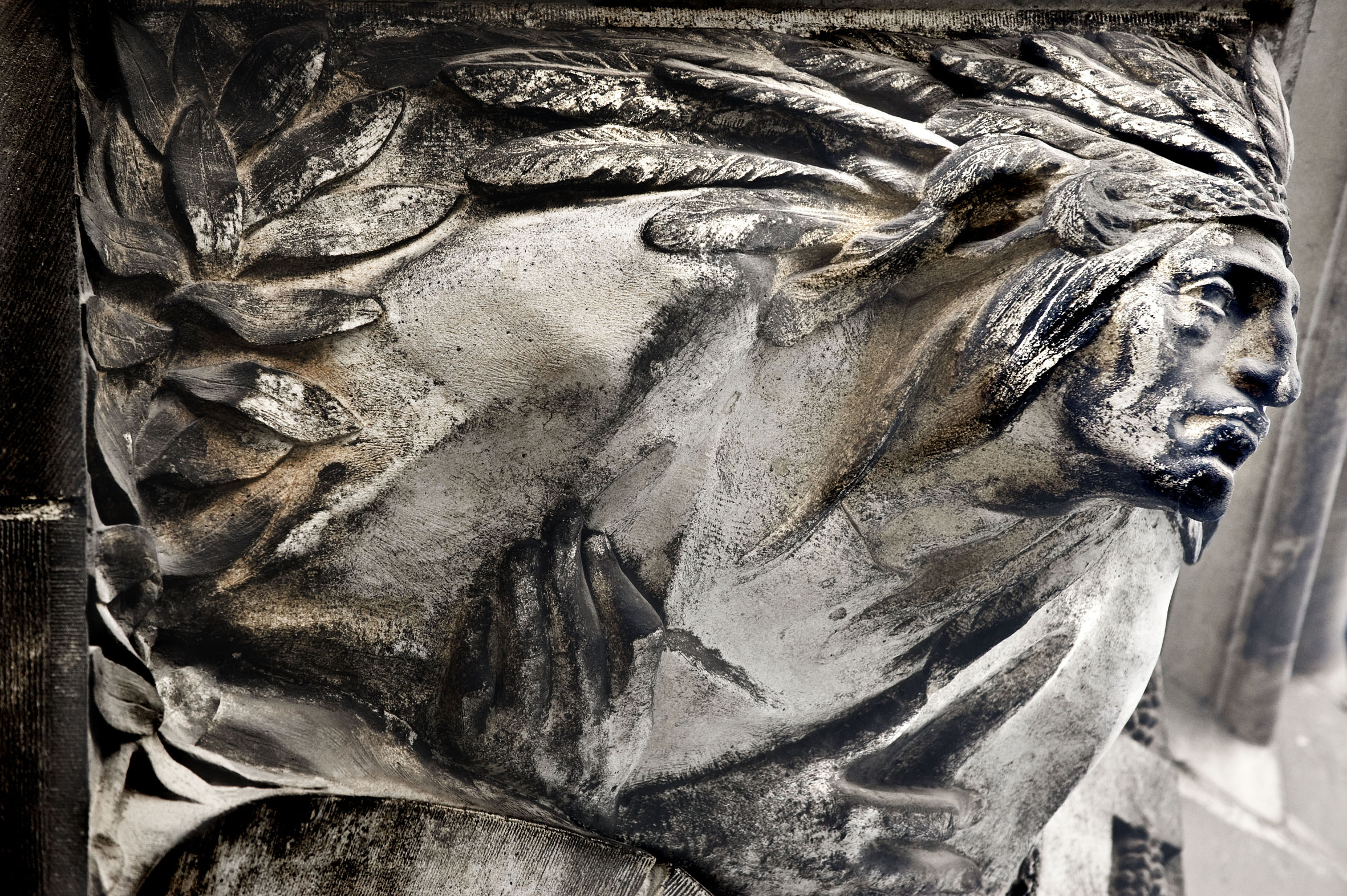
Le bas-relief d'un chef amérindien (sur la façade) rappelle l'orientation missionnaire première du collège américain

L'archevêque de Baltimore envoie Peter Kindekens, missionnaire de Detroit, à Rome, souhaitant y fonder un collège américain. Le projet ne s'y concrétise pas. Mais passant par son pays natal Kindekens fait une halte à Louvain où les autorités de l'université, avec l'accord des évêques de Belgique, proposent de le créer chez eux.
Pendant toute la durée de son existence, le collège collabora avec les autres établissements universitaires. À sa création, il est installé dans les vastes bâtiments de l'ancien collège d'Aulne, fondé en 1629 par le prélat Edmond Jouvent, de l’abbaye cistercienne d’Aulne. Ce bâtiment avait été vendu quelques années après la suppression de l’Université sous le Régime français en Belgique, à l'époque du Directoire.
Dans les douze années suivant sa création en 1857, le Collège envoie 170 prêtres aux États-Unis et au Canada. Ils seront 150 pour les seuls États-Unis en 50 ans. Parmi ces prêtres belges, Charles-Jean Seghers, répond à l’appel de Mgr Modeste Demers (1809-1871), premier évêque de Vancouver, à qui il succède, et qui parcourt l'Alaska pendant des années. En 50 ans, en grande partie grâce au Collège américain de Louvain, le nombre de prêtres belges aux États-Unis passe à 800. En 1953, un siècle plus tard, sera fondé le Collège pour l'Amérique latine de Louvain.